# Beach Goons
Beach Goons es una banda de rock estadounidense. Los integrantes de la banda son de origen mexicano, gracias a ello muchas de sus canciones gozan de letras en español e inglés. La banda en gran parte se caracteriza por mezclar distintos géneros tales como: punk y surf.

## Historia
Procedente del barrio de Logan Heights en San Diego, Beach Goons fue una creación de Pablo Cervantez, el vocalista, guitarrista y único miembro constante de la banda. Beach Goons comenzó de manera inocente con Cervantez y un par de amigos que reunían sus instrumentos y se juntaban a tocar, tocando en cualquier lugar en el que tuvieran, desde su escuela secundaria hasta la biblioteca de Logan Heights. A medida que la banda creció, su sonido evolucionó con ellos. Sus primeros Singles mostraron una impasible y endeudado gusto por el punk, pero cuando terminaron 'BoiSad', el camino de la banda comenzó a tomar otro rumbo y más de la personalidad de Beach Goons comenzó a sobresalir. Para su nuevo álbum, 'hoodratscumbags', Beach Goons no se apresuró, paso dos años trabajando en las canciones hasta que se convirtieron en los ejemplos más potentes de lo que querían expresar.
"La mayoría de las canciones fueron desechadas o las reescribí", dice Cervantez sobre el proceso de escritura. "Solo iba a ser un EP, pero llegó a un punto en el que teníamos suficientes canciones para que fuera un álbum". El producto de todo ese trabajo es 'hoodratscumbags', que lanzará GRNDVW Recordings el 7 de septiembre, y en ese momento se une el baterista Chris Moran y al bajista David Orozco a la banda. A lo largo de las 10 canciones del álbum, Beach Goons combina sin esfuerzo géneros, tomando un poco de punk y surf, para expresar auténticamente sus vidas y de dónde vienen. "Somos de una comunidad mexicana, todos somos mexicanos, y realmente nos encanta mostrarlo", dice Cervantez . "Logan Heights es el corazón de la cultura mexicana y el corazón de la cultura chicana, y realmente quiero enfatizar que esta fue nuestra educación y esto es lo que somos".

## Discografía

### Álbumes de estudio
- Boisad (2016)
- hoodratscumbags (2018)

### Sencillos y EP
- "Hunny Bunnies" (2018)
- "Vatos Tristes" (2018)
- "Summer Bummer" (2015)
- "Beach Freeks Split EP (2015)

## Miembros de la banda
- Pablo Cervantez; Voz, Guitarra.

- Chris Moran; Baterista

- David Orozco; Bajista